# 省委书记
省委书记（自治区党委书记、省级市委书记）是中国共产党、越南共产党、老挝人民革命党、古巴共产党各省委员会的首要领导人的称谓。在朝鲜民主主义人民共和国，作为一级行政区的各道的朝鲜劳动党委员会的首要领导人则为道党委责任书记（朝鲜语：／），与省委书记拥有类似职权。

## 中国共产党的省委书记
中国共产党內的省委书记是中国共产党在省的第一领导人（文化大革命期间一度形成的党政合一时期是省革命委员会主任兼任），地位不如直轄市委書記，完整称呼是中国共产党某某省委员会书记，如中国共产党安徽省委员会书记。
省委书记均兼任省军区党委第一书记。不是中共中央政治局委員的省委书记，通常还会兼任该省人大常委會的主任。
1980年代前，长期称省委一号人物为“省委第一书记”，那时省委书记并不是一号人物。该时期，一个省委员会的领导人，依序为：第一书记、第二书记（有时还有第三书记）、书记（可能有若干个）、副书记（若干人）、候补书记（若干人）。1980年代初起，各省只设书记、副书记，其中书记为一号人物。
现在中华人民共和国一个省的省长，至少均为中国共产党该省委员会排行第一的副书记。省长是省政府的一号人物、负责省内行政的日常工作，相当于清代的布政使，省委书记负责党内工作。由于中国共产党是执政党，在一党执政的前提下，省委负责监督政府工作并决定党员干部的人事任免权；所以省委书记仍要比省长权力更大，類似清代的督撫，其任免不经过该省人大，一般由中国共产党中央委员会直接决定、或由当地省委全会的形式选举。但省委书记的候选人从没有被省委全会否决。
当前中共省委，有一名书记、两名副书记（新疆与西藏除外）、十名常务委员组成。

## 担任过省委第一书记/省委書記职务的著名人物
- 陶铸（广东省，1955年7月-1965年2月）
- 华国锋（湖南省，1970年-1971年）
- 赵紫阳（广东省，1965年2月-1967年3月，1974年4月-1975年10月）
- 宋平（甘肃省，1977年6月-1981年1月）
- 胡锦涛（贵州省，1985年7月-1988年12月）
- 贾庆林（福建省，1993年-1996年）
- 吴官正（江西省，1995年-1997年；山东省，1997年-2002年）
- 李长春（河南省，1992年-1997年；广东省，1997年-2002年）
- 习近平（浙江省，2002年11月-2007年3月）
- 李克强（河南省，2002年12月-2004年12月；辽宁省，2004年12月-2007年10月）
- 张德江（吉林省，1995年6月-1998年9月；浙江省，1998年9月-2002年12月；广东省；2002年12月-2007年12月）
- 俞正声（湖北省，2001年12月-2007年10月）
- 王岐山（海南省，2002年11月-2003年4月）
- 张高丽（山东省，2002年11月-2007年3月）
- 栗战书（贵州省，2010年8月-2012年7月）
- 汪洋（广东省，2007年12月-2012年12月）
- 赵乐际（青海省，2003年8月-2007年3月；陕西省，2007年3月-2012年11月）
- 李强（江苏省，2016年6月-2017年10月）
- 李希（辽宁省，2015年5月-2017年10月；广东省，2017年10月-2022年10月）